# Žilnica
Žilnica, također poznata kao koroidea, ovojnica oka koja leži između mrežnice i bjeloočnice i bogata je krvnim kapilarama. U ljudi je 0,5mm debljine. Žilnica osigurava kisik i prehrambene tvari vanjskim slojevima mrežnice. Zajedno s cilijarnim tijelom i šarenicom žilnica formira uveu - srednju očnu ovojnicu. .

## Slojevi
Žilnica je građena od četiri lista (lamine).
- Suprakorioidni list. Nju čine lamele kolagenih i elastičnih vlakana obložene endotelom, koje se prednjim krajem drže na žilnici, a straga na bjeloočnici. Lamele pri akomodaciji djeluju kao antagonisti cilijarnom mišiću jer nakon popuštanja kontrakcije ovog mišića vraćaju žilnicu u prvobitni položaj. Sustav pukotina između lamela čini kapilarni prostor, spatium perichorioideale, kroz kojega se meridionalno prema naprijed pružaju cilijarne žile i živci na svom putu prema cilijarnom tijelu i šarenici.
- Vaskulozni list. Grade je veliki arterijski ogranci kratkih cilijarnih arterija, venski ogranci koji se dreniraju u vrtložne vene (vortikozne vene), te vezivo.
- Koriokapilarni list. Sastoji se od spletova kapilara koje tvore režnjiće. Zadaća im je da ishranjuju vanjskih pet slojeva mrežnice (tzv. avaskularni slojevi mrežnice).
- Bazalni list (Bruchova membrana). Građena je od tanke mreže elastičnih vlakana, a priliježe uz pigmentni sloj mrežnice.

## Krvna opskrba
Žilnica je vaskularno opskrbljena od stražnje cilijarne arterije koja je grana oftalmičke arterije. Arterije žilnične cirkulacije, koje opskrbljuju uveu te srednje i vanjske slojeve mrežnice, grane su oftalmičke arterije i ulaze u očnu jabučicu bez prolaženja uzduž vidnog živca. Mrežnična cirkulacija, s druge strane, koja potječe od centralne mrežnične arterije, također grane oftalmične arterije, prolazi zajedno s vidnim živcem. One se granaju u segmentalne ogranke do arteriola i ne anastomoziraju međusobno. To je klinički važno za bolesti koje zahvaćaju žilničnu krvnu opskrbu. Makula (žuta pjega), koja je odgovorna za centralni vid i prednji dio vidnog živca, posve ovise o žilničnoj krvnoj opskrbi.

## Mehanizam
Melanin, tamno obojeni pigment, pomaže žilnici ograničiti nekontrolirane refleksije zraka svjetla u oku koje bi potencijalno mogle rezultirati percepcijom mutne slike. U ljudi i većine primata, melanin prosijava kroz žilnicu. U albina melanin je učestalo odsutan te je vid slab. U mnogih životinja djelomična odsutnost melanina pridonosi superiornom noćnom vidu. U tih životinja melanin je odsutan s dijela žilnice i unutar tog dijela je sloj tkiva koja dobro reflektira, tapetum lucidum, pomažući skupiti svjetlo reflektirajući ga kontroliranim načinom. Nekontrolirana refleksija svjetla iz mračne žilnice stvara na fotografijama efekt crvenih očiju, dok kontrolirana refleksija iz tapetum luciduma proizvodi efekt svjetlucajućih očiju.